# Whitney (Teksas)
Whitney – miasto w Stanach Zjednoczonych, w stanie Teksas, w hrabstwie Hill.